# Rukschyn
Rukschyn (ukrainisch Рукшин; russisch Рукшин Rukschin, rumänisch Rucșin) ist ein Dorf im Norden der ukrainischen Oblast Tscherniwzi mit etwa 3400 Einwohnern (2004).
Erstmals in historischen Dokumenten, insbesondere auf der Karte von Guillaume le Vasseur de Beauplan, erwähnt wurde das Dorf im Jahre 1650. Die ersten Siedler Rukschyns waren Bauern, die aus dem Gebiet jenseits des Dnister, aus Galizien und Podolien stammten.
Das Dorf liegt im Tal des Dnister an dessen 14 km langen, rechten Zufluss Potyn (Потин). Das ehemalige Rajonzentrum Chotyn befindet sich 11 km östlich und die Oblasthauptstadt Czernowitz 55 km südwestlich von Rukschyn.
Am 12. August 2015 wurde das Dorf zum Zentrum der neu gegründeten Landgemeinde Rukschyn (Рукшинська сільська громада/Rukschynska silska hromada). Zu dieser zählen auch die 5 in der untenstehenden Tabelle aufgelistetenen Dörfer im Rajon Chotyn; bis dahin bildete es die Landratsgemeinde Rukschyn (Рукшинська сільська рада/Rukschynska silska rada) im Norden des Rajons.
Seit dem 17. Juli 2020 ist der Ort ein Teil des Rajons Dnister.
Folgende Orte sind neben dem Hauptort Rukschyn Teil der Gemeinde:
| Name                     | Name       | Name                    | Name                  |
| ukrainisch transkribiert | ukrainisch | russisch                | rumänisch             |
| ------------------------ | ---------- | ----------------------- | --------------------- |
| Hordiwzi                 | Гордівці   | Гордовцы (Gordowzy)     | Gordeuți, Gheorgheuți |
| Orestiwka                | Орестівка  | Орестовка (Orestowka)   | Aresteuca             |
| Pryhorodok               | Пригородок | Пригородок (Prigorodok) | Prigorodoc            |
| Raschkiw                 | Рашків     | Рашков (Raschkow)       | Rașcov                |
| Tscheponossy             | Чепоноси   | Чепоносы                | Ceponosa              |